# 〈卵王子〉カイルロッドの苦難
『〈卵王子〉カイルロッドの苦難』（たまごおうじ カイルロッドのくなん）は、冴木忍による日本のライトノベル。イラストは田中久仁彦が担当している。富士見ファンタジア文庫（富士見書房）より1992年7月から1995年2月まで刊行された。
シリーズタイトルは「王子」と「玉子」は似ているということから付けられた（第1巻あとがきより）。

## 登場人物

### 主要人物
カイルロッド
本作の主人公。ルナンの王子。褐色の肌と青い瞳、銀色の長髪にこめかみの辺りに生えた一房の赤い髪が特徴。長剣は苦手だが短剣の扱いと体術は一流。趣味は盆栽。18歳。
母親から卵で生まれたという噂があり、「卵王子」と陰口を叩かれている。そのため婚約者が決まらず、決まってもすぐに逃げられてしまう。
魔道士ムルトによって人々を石に変えられたルナンを救うために旅に出る。その頃から、なぜかくしゃみをすると馬に変身するようになった。
呑気でお人好しな性格で、イルダーナフにいつもからかわれている。
ドラゴンマガジンで行われた「かわいそうなキャラクター」投票（1994年3月号募集、5月号発表）で1位に選ばれた。
ミランシャ
ソルカンの酒場で働く少女。自称魔女だが実は見習いで、使える魔法は火を起こすことと鳥寄せのみ。16、7歳。
ある探し物の旅の途中だが、ルナンで石化しなかった数少ない人物のため、カイルロッドの旅に同行することになる。酒癖が悪く、酔っ払うと服を脱ぎ出すが、酔いが醒めた時には何も憶えていない。
少々お転婆だが明るく優しい性格。実はその素性には重大な秘密が隠されている。
イルダーナフ
あてもなく諸国を旅する放浪の剣士。「金を積まれりゃ、たいがいのことは引き受ける」と称し、タジェナ山脈を目指すカイルロッドの護衛になる。剣の腕は超一流で、「手品」と称して魔法も使う謎の男。豪放磊落だが、必要とあらば冷徹・非情な決断を自他に強いる強さを持つ。40代後半から50代前半。
「イルダーナフ」はフェルハーン大神殿の3代前の神官長ディルワールによって付けられたあだ名で、「なんでもできる男」という意味。若い頃は慢心からこのあだ名を自称していたが、己の無力さを痛感して以降は自戒のために自称している。彼の本名は物語終盤に明らかになる。

### 城塞都市ルナン
サイード
ルナン国王。賢君として名高く、フェルハーン大神殿とも対等に渡り合うやり手だが、カイルロッドに対しては単なる親馬鹿である。カイルロッドと血の繋がりはない。
フィリオリ
ルナン王妃。カイルロッドを産むと同時に亡くなっており、これも子供が卵で産まれたショックのせいだと噂されている。
かつてはフェルハーン大神殿の巫女で、大神官に選ばれるほどの力を持っていたが、カイルロッドを身籠ったため神殿を逐われた。独りで子供を産むつもりで落ち着く場所を探していたところをサイードに見初められ、最初は子供の素性と自分が出産に耐えられないことを理由に辞退したが、愛情をもって子供を育てるところまで含めて受け入れられたことで承諾した。
ダヤン・イフェ
カイルロッドの教育係である、フェルハーン大神殿の元神官。いかつい身体と大声に似合わず、サイードと一緒になっての泣き落としを得意とする。ゲオルディと並んで、イルダーナフが苦手とする数少ない人物。ムルトの石化の術にも、短時間ではあったが抵抗できるほどの力を持つ。
ソルカン
カイルロッドの幼馴染み。城下で酒場を営んでいる。

### 旅で出会った人々
ユーリン
ツァオ・メイリン
ツァオ・シャオロン
大蛇
ザーダック
フェルハーン大神殿の元神官。強大な力の持ち主だったが、ある事情から引退し孫娘パメラとともに暮らしている。
非常に高度な術を操るが、それでも人間の限界は超えられず、悲劇を引き起こすことになった。ムルトとは旧知であり、その精神の弱さを蔑まれている。
パメラ
ザーダックの孫娘。
メディーナ
イルダーナフの養女。美女だがぶっきらぼうな物言いをするため「可愛げがない」と陰で囁かれており、密かに傷ついている。
ゲオルディ
「赤い山の魔女」と呼ばれる老婆で、メディーナの師にあたる。かつてはフェルハーン大神殿の先代ウルト・ヒケウであり、ムルトとは旧知。ムルトからは「婆あ」と恐れられ憎まれている。
レイブン
賞金稼ぎの女。賞金首のカイルロッドを襲ったが敗れ、代償に一時カイルロッドの護衛をした。普通に歩けば3時間はかかる距離を1時間で歩く健脚の持ち主。
ホー・シェン
歴史研究家。神殿跡と思しき遺跡を調査している。その遺跡の回廊には英雄譚の浮き彫りが施されており、カイルロッドと瓜二つの容貌の人物が描かれている。

### フェルハーン大神殿
エル・トパック
神殿がカイルロッドの監視役として送り込んだ隻腕の青年。人望と実力を兼ね備えるが、神官長アクディス・レヴィと確執があり、そのため面倒な任務を押し付けられる。
実はレヴィの異母兄にあたる。同母弟が1人いたが、キアラの策動によって母親と共に殺されており、右腕もこのとき失っている。
ティファ
エル・トパックの部下。イルダーナフには及ばないものの、凄腕の剣士。封印された魔物を解放するなど多数の人間の死に繋がる任務ですら冷徹にこなす。ぶっきらぼうだが女性らしいやさしさも持つ。エル・トパックの過去や心情を理解する人物である。
アクディス・レヴィ
若き神官長。先々代の神官長の曽孫で、血筋を笠に着たキアラによって奉り上げられた傀儡。そのため神官達からは軽んじられている。ゼノドロスを始めとする一部の神官の暴走に気付いていない。
自分がお飾りに過ぎず、周囲の神官は追従しているだけであることを自覚している。そのため才気に恵まれているエル・トパックに嫉妬するようなところもあるが、取り巻きを除けば聰明な青年であり、物語終盤では母に反抗、叔父を詰問するなど強さを見せた。その結果、大神官の付き人に任命され、見習いとして導かれていくことになる。
ロワジー
先代神官長。現在は引退しているが、問題が起こると頼られることが多い。しかしアクディス・レヴィやその一族を露骨に嫌っており、彼らに取り入っている神官達が泣き付いて来てもまともに取り合おうとしない。
意外と軽い性格で、イルダーナフとも気が合う。
オンサ
神殿に最も古くからいる神官だが、自己主張をほとんどしないため存在感がない。ロワジーやウルト・ヒケウ3人娘と共に、30年前の就任式直前に失踪した大神官の姿を知る1人である。
リリア、アリュセ、セリ
当代のウルト・ヒケウである姉妹（本来は1人だが彼女達は3人1組）。見た目は幼い少女だが、30年前から「第二の神殿」とそこまでの経路の維持を続けていた。
リリアとアリュセは活発でノリが軽く、悪戯好き。セリは内気で無口だが3人の中では主導権を握っており、空を飛んでいる時だけ活発になる。
キアラ
アクディス・レヴィの母。独占欲の強い罪深い愛の持ち主。自分を「捨てた」夫コルネーリアを死に追いやり、レヴィを歪んだ愛情で縛りつけてきた。他罰主義的な性格であり、些細な理由から侍女を殺そうとしたこともある。
ゼノドロス
キアラの弟でアクディス・レヴィの叔父。神官としての能力は無に等しく、騒ぎ立てることしか能がない。神官長の名を騙ってカイルロッドの手配書を各国に出したため、カイルロッドは行く先々で逐われることになった。

### 敵
ムルト
タジェナ山脈に住むと言われる魔道士。ルナンの人々を石に変えた張本人。かつてはフェルハーン大神殿の神官だったが、「あの方」の力に魅せられ出奔した。傀儡を操る術を得意とし、傀儡を介して遠隔地にいる相手に魔法をかける、自ら倒した死者の魂を支配し魔物に変えるといった技も使いこなす。
しかし実は小物であり、「あの方」の存在を利用して力を振るっていただけであったことが、倒れた後に判明する。
ヴァランチーヌ
ムルトの妻とも言うべき存在。フェルハーン大神殿の巫女であったが、ムルトが神殿を出奔した際に付き従い、共に人間ではなくなった。
グリュウ
ムルトによって作られたカイルロッドの偽物。カイルロッドと瓜二つの容貌だが、色違いの前髪が無い。エル・トパックからは《影》と呼ばれる。カイルロッドの名を騙り、手当たり次第に街や村を襲った。
性格は幼く、なぜかミランシャに懐く。「グリュウ」という名前もミランシャが付けたもの。
フェムト
「あの方」に従う魔物。
「あの方」
タジェナ山脈に封じられている謎の存在。「古きもの」よりも更に古く、強大な力を持つ存在で、魔物たちから神と崇められる。

### その他
青年
かつて「あの方」の出現により世界が未曽有の危機に瀕した時、フェルハーン大神殿に協力して世界を救った英雄。カイルロッドはこの青年と瓜二つの容貌であるが、グリュウと同様、青年にも色違いの前髪は無い。
危機が起こった真相が広まるのを恐れた神官達によって後に暗殺されたが、その直後に災害や怪異が続発したため、祟りだと慄いた神官達は青年の存在を歴史から抹消した。現在では青年の名前はおろか存在を知る者すらほとんど居ない。
「語らぬもの」
「古きもの」と呼ばれる種族の生き残り。見た目は巨大な水晶。かつての危機に際しては、多くの「古きもの」が青年と共に戦った。
「語らぬもの」の周囲では声が力を持つため、念で会話をする。
ミランシャ（ジュディの娘）
難民の少女ジュディが産んだ娘。カイルロッドが名付け親になった。

## 舞台
ルナン
城砦都市。小国だが、賢君サイードの下で豊かかつ平和な生活が営まれてきた。しかし突然ムルトによって国中のあらゆる生き物（カイルロッドの盆栽も含む）が石に変えられてしまう。
ツァオの街
魔眼のツァオ・メイリン率いるツァオ一族が支配する街。街の生命力の源泉であった大蛇が封印から解放されてしまったために崩壊する。
タジェナ山脈
「魔道士ムルトの本拠地」とされているが、実際には「あの方」が封印されている地である。そのため下手に手を出すと「あの方」を呼び覚ましかねず、ムルトともども禁忌として扱われている。
フェルハーン大神殿
王侯貴族から一般市民まで、広く信仰を集めている宗教・ディウル教の総本山。しかし内部は腐敗しており、実力の無い者が権威を振りかざし、心ある者も諦観に囚われているような状態になっている。
多くの神官と、神官を取り纏める神官長というのが基本的な階級だが、その上に最高の術者としてウルト・ヒケウ（魔術において偉大なる者の意）があり、更に最高位として大神官がある。ただし大神官は、100年間空位が続いている。30年前にある神官が就任する予定だったが、就任式の直前に失踪したため、表向きは病気で急逝とされた。また18年前にはフィリオリが候補となったが、カイルロッドを身籠ったことで神殿自体から逐われた。
第二の神殿
「あの方」が解放された時に備えてフェルハーン大神殿が用意していた避難所。表の大神殿以上の規模と設備を備えている。その存在と場所は歴代神官長が口伝として語り継いできたのだが、ロワジーはアクディス・レヴィに伝えなかった。

## 既刊一覧
|   | サブタイトル         | 初版発行日（発売日）       | ISBN               |
| - | -------------------- | -------------------------- | ------------------ |
| 1 | 旅立ちは突然に       | 1992年7月25日（7月13日）   | 4-8291-2447-4      |
| 2 | 出会いは嵐の予感     | 1992年11月25日（11月13日） | ISBN 4-8291-2469-5 |
| 3 | 愁いは花園の中に     | 1993年4月25日（2月13日）   | ISBN 4-8291-2492-X |
| 4 | 面影は幻の彼方       | 1993年7月25日（7月13日）   | ISBN 4-8291-2504-7 |
| 5 | 野望は暗闇の奥で     | 1993年10月25日（10月12日） | ISBN 4-8291-2522-5 |
| 6 | 悲しみは黄昏とともに | 1994年1月25日（1月12日）   | ISBN 4-8291-2539-X |
| 7 | 微笑みはかろやかに   | 1994年5月30日（5月18日）   | ISBN 4-8291-2561-6 |
| 8 | やさしさは風の調べ   | 1994年10月25日（10月12日） | ISBN 4-8291-2586-1 |
| 9 | 思い出はいつまでも   | 1995年2月25日（2月13日）   | ISBN 4-8291-2606-X |